# Королюк Олексій Олексійович
Королю́к Олексій Олексійович (рос. Королюк Алексей Алексеевич; 1933, Ленінград, РРФСР - 10 травня 2002, Ленінград) — радянський російський скульптор і медальєр.

## Біографія
Першу художню освіту опановував в Таврійській художній школі. Пережив блокаду Ленінграда під час радянсько-німецької війни.
Влаштувався на навчання в Вище художньо-промислове училище імені Віри Мухіної і 1961 року закінчив факультет монументально-декоративної скульптури на відмінно. За першою освітою - скульптор. Навчався в майстерні ленінградського скульптора, професора В.Л. Симонова. Останній відомий тим, що відновив у повоєнний період (1947 року) для Петергофа декоративну скульптуру «Самсон розриває пащу лева», втрачену в роки війни 1941-1945 рр. 
Хвороба (втратив ногу) примусила звернутися до мініютюрної пластики. Опанував ремесло медальєра. Майже сорок років працював медальєром. У творчому доробку скульптора і медальєра О. Королюка понад чотириста (400) плакет та медалей.
1968 року отримав від уряду «Орден Дружби народів» .
Отримав можливість відбувати в закордонні відрядження і відвідав народно-демократичні на той час Польщу та Угорщину (Краків, 1975 р.; Будапешт, 1977 р.).
Під час Другої виставки медальєрів Ленінграда і заснування Клуба медальєрів був обраний його президентом.
Похований на Волковому цвинтарі.

## Вибрані медалі, монументи і плакетки
- Барельєф «Михайло Ломоносов», ст. метро «Ломоносовська», Петербург
- Монумент льотчику-герою Єрмилову
- Монумент М.В. Фрунзе перед Арсеналом
- монумент-саркофаг загиблим працівникам наукового об'єднання «Пошук»

- «Медаль на честь архітектора М. Ф. Казакова»
- «Медаль на честь академіка А. Крилова»
- «Медаль на честь фельдмаршала М. І. Кутузова»
- «Медаль на честь 600-річчя Куликовської битви»
- «Медаль на честь 250-річчя морської битви при Гангуті (1714-1964)», пам'ятна медаль
- «XII Міжународний ботанічний конгрес. Флора», ЛМД, томпак, плакетка, 54,0×54,0 мм, 1975 р [2]
- «Медаль Ленінградська атомна електрична станція імені В.І. Леніна», ЛМД, томпак, 1975 р [2].
- «На честь 200-річних роковин з дня народження художника В. Тропініна», ЛМД, томпак, округла плакетка, 70,5×60,3 мм, 1977 р.
- «На честь 200-річних роковин заснування міста Херсон», ЛМД, алюміній, лак, прямкутна плакета, 65,8×66,3 мм, 1978 р.
- «Піскарьовське меморіальне кладовище», пам'ятна медаль
- «Перша російська революція (1905-1907)», пам'ятна медаль
- «Спілка письменників СРСР (1934-1984)», пам'ятна медаль на ювілей 50-річчя
- «400 років з дня завоювання Сибіру. Ермак», пам'ятна медаль
- « 225 років Державному Ермітажу», пам'ятна медаль
- «275 років з дня народження Жана-Жака Руссо», пам'ятна медаль
- «Пам'яті Оноре Дом'є», пам'ятна медаль
- «50 років Ленінградському кораблебудівельному інституту», пам'ятна медаль
- «175 років з дня народження Оноре де Бальзака», пам'ятна медаль
- «100 років з дня народження Н.А. Семашко», пам'ятна медаль
- «200 років з дня народження Роберта Бернса», пам'ятна медаль
- «Пам'яті науковця-фізиолога Івана Петровича Павлова», пам'ятна медаль
- «150 років з дня народження Луї Пастера», пам'ятна медаль
- «425 років з дня народження Лопе де Вега», пам'ятна медаль
- «150 років з дня народження Едгара Дега», пам'ятна медаль
- « 200 років Ленінградському гірничому інституту», пам'ятна медаль
- «200 років з дня заснування Севастополя», пам'ятна медаль
- «15 років першому політу людини у космос. Ю. Гагарін», пам'ятна медаль
- « Медаль на честь 225-річчя з дня заснування Ленінградського академічного театру драми імені О.С.Пушкина», ЛМД, томпак, 1981 р.
- «Медаль на честь 50-річчя Ленінградського технологічного інституту холодильної промисловості», ЛМД, томпак, 1981 р.[3]
- « 225 років Академії мистецтв СРСР (1757-1982)», пам'ятна медаль
- «Художник І. Левітан», прямокутна плакета